# Abilly
Abilly é uma comuna francesa na região administrativa do Centro, no departamento Indre-et-Loire.
Estende-se por uma área de 30,13 km². Em 2010 a comuna tinha 1 169 habitantes (densidade: 38,8 hab./km²).
Está localizada a 245 Km de Paris e a 453 do porto de Calais.